# Nephrodium appendiculatum
Nephrodium appendiculatum là một loài thực vật có mạch trong họ Dryopteridaceae. Loài này được C. Presl miêu tả khoa học đầu tiên năm 1851.